# Ingeborg Magnusdatter af Sverige
Ingeborg Magnusdatter af Sverige, (født tidligst 1277, død 1319), var en svensk prinsesse og dansk dronning. Hun var datter af Magnus Ladulås og Helvig af Holstein af Sverige.
Ingeborg var omkring 10 år gammel, da hun blev trolovet med den danske barnekonge Erik Menved. Parret blev gift i Helsingborg i 1296. Efter som de var i nær slægt, måtte der indhentes pavelig dispensation, men denne fik de ikke før efter ægteskabsindgåelsen.
Parret fik mellem otte og fjorten børn, og samtlige døde som små. I 1318 fik hun en søn, som overlevede. Ifølge en legende skulle hun vise frem barnet til almenheden fra sin vogn og mistede i det samme taget, hvorved det faldt i bakken og døde.
Ingeborg gik i kloster i Roskilde året før hun døde. Hun ligger begravet i Skt. Bendts Kirke i Ringsted ved siden af sin mand.
- Erik Menved og dronning Ingeborg